# Elegante Fettschwanzbeutelratte
Die Elegante Fettschwanzbeutelratte (Thylamys elegans) kommt im mittleren Chile von der Region Coquimbo im Norden bis in die Region Los Lagos im Süden vor.

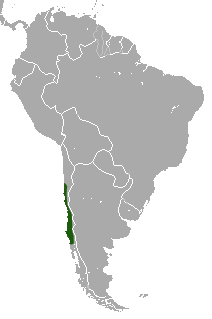
Das Verbreitungsgebiet im mittleren Chile

## Beschreibung
Die Tiere erreichen eine Kopfrumpflänge von 9 bis 13,7 cm und haben einen 10,5 bis 14,6 cm langen Schwanz. Das Gewicht der Tiere wurde bisher nicht ermittelt. Der Schwanz hat in der Regel eine Länge von 110 % der Kopfrumpflänge und kann in seiner Funktion als Fettspeicher einen Durchmesser von 10 mm erreichen. Das Rückenfell und die Kopfoberseite sind dunkelbraun, die Körperseiten sind heller graubraun. Wie bei Fettschwanzbeutelratten üblich sind die Haare gebändert mit drei unterschiedlichen Farbzonen. Das Bauchfell ist gelblich oder weißlich. Vorder- und Hinterpfoten sind klein und weißlich. Die Augen sind von schmalen schwarzen Ringen umgeben, die sich mit einem Ausläufer nach vorne Richtung Nase erstrecken. Die Ohren sind relativ groß, unbehaart und rötlich. Die Weibchen haben keinen Beutel. Die Anzahl der Zitzen liegt bei 15, 7 an jeder Seite und eine Mittige. Der Karyotyp der Eleganten Fettschwanzbeutelratte besteht aus einem Chromosomensatz von 2n=14 Chromosomen (FN=22).

## Lebensraum und Lebensweise
Die Elegante Fettschwanzbeutelratte kommt in verschiedenen Wäldern und im Buschland von Meeresspiegelhöhe bis in Höhen von etwa 1000 Metern vor. Dabei bevorzugt sie ungestörte Habitate mit geschlossenem Blätterdach gegenüber offenen Biotopen. Sie kann gut klettern und benutzt auch ihren Schwanz zum Festhalten. Die Elegante Fettschwanzbeutelratte ernährt sich vor allem von Insekten, deren Larven und anderen Gliederfüßern, die zusammen bis zu 90 % ihrer Ernährung ausmachen. Daneben werden je nach Möglichkeit auch Früchte, kleine Wirbeltiere und möglicherweise auch Aas gefressen. Sie ist nachtaktiv; fast 90 % der bisher gefangenen Exemplare wurden in der Nacht, einige auch während der Morgendämmerung gefangen. Den Tag verbringen die Tiere schlafend, wobei Exemplare, die in der Nacht nicht genügend gefressen haben, in einen Torpor fallen, bei dem ihre Körpertemperatur abfällt. Zur Fortpflanzung bauen die Weibchen der Eleganten Fettschwanzbeutelratte aus Haaren und Blättern bestehende Nester zwischen Felsen, in Bäumen, in verlassenen Vogelnestern und in den Erdbauen von Meerschweinchen. Bis zu 17 Jungtiere können geboren werden aber maximal 15 haben durch die begrenzte Zahl der Zitzen eine Überlebenschance und nur 11 bis 13 überleben für gewöhnlich bis zur Entwöhnung. Die Fortpflanzungszeit reicht von September bis März und die Weibchen gebären in dieser Zeit ein bis zwei Mal.

## Systematik
Autor der Erstbeschreibung der Eleganten Fettschwanzbeutelratte ist der britische Zoologe George Robert Waterhouse, der sie 1839 unter der Bezeichnung Didelphis elegans beschrieb und die chilenische Hafenstadt Valparaíso als Terra typica angab. Heute wird die Art in die Gattung der Fettschwanzbeutelratten (Thylamys) gestellt. Innerhalb der Art können eine nördliche und eine südliche Klade genetisch voneinander unterschieden werden. Die Grenze zwischen den Kladen bildet der Río Maipo und das Stadtgebiet von Santiago de Chile. Die Schwesterart von Thylamys elegans ist die Fahle Fettschwanzbeutelratte (Thylamys pallidior).

## Status
Die IUCN schätzt den Gefährdungsstatus der Eleganten Fettschwanzbeutelratte als ungefährdet (Least Concern) ein. Verbreitungsgebiet und Population sind groß und die Tiere kommen in verschiedenen Schutzgebieten vor. Die Populationsdichte beträgt je nach Gegend und Jahreszeit 100 bis 2200 Exemplare je Quadratkilometer.

## Belege
1. 1 2 3 4 5 6  Diego Astúa: Family Didelphidae (Opossums). in Don E. Wilson, Russell A. Mittermeier: Handbook of the Mammals of the World – Volume 5. Monotremes and Marsupials. Lynx Editions, 2015, ISBN 978-84-96553-99-6. Seite 176.
2. ↑  R. Eduardo Palma, Dusan Boric Bargetto, Pablo Jayat, David A. Flores et a.: Molecular phylogenetics of mouse opossums: new findings on the phylogeny of Thylamys (Didelphimorphia, Didelphidae). Zoologica Scripta 43(3):217-234 · Januar 2014, PDF
3. ↑  Thylamys elegans in der Roten Liste gefährdeter Arten der IUCN 2016. Eingestellt von: Solari, S. & Palma, E., 2015. Abgerufen am 15. März 2020.